# Braničevci

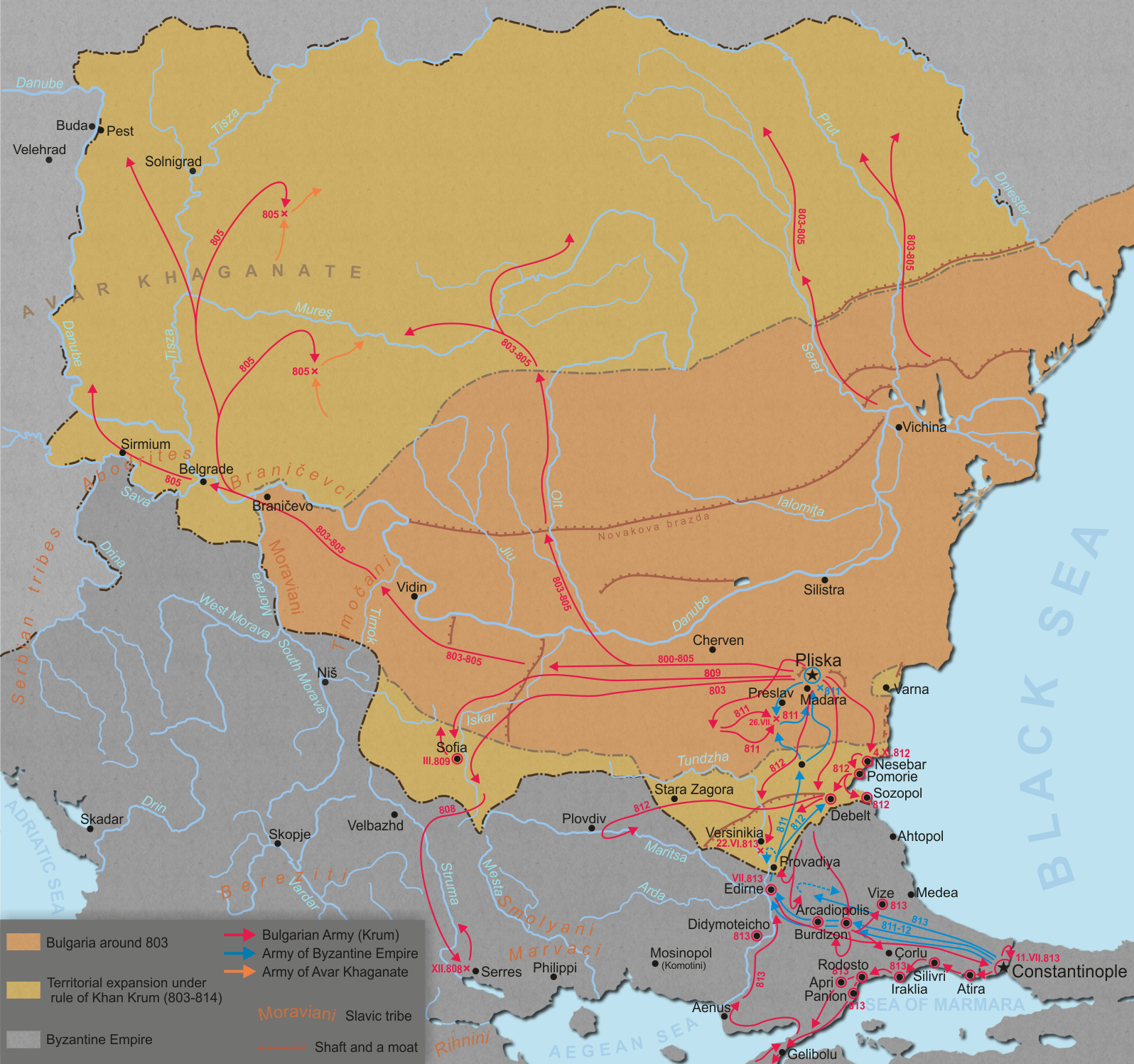
Emplacement des Braničevci pendant l'expansion territoriale du Premier Empire bulgare sous le khan Krum.

Les Braničevci (également appelés Branichevci ou Branitchevtsi ; serbe en écriture cyrillique : Браничевци) sont une tribu slave du sud qui habitait la région de Braničevo, dans l'actuelle Serbie, au Moyen Âge.